# Adjido
Adjido ist ein Arrondissement im Département Couffo im westafrikanischen Staat Benin. Es ist eine Verwaltungseinheit, die der Gerichtsbarkeit der Kommune Toviklin untersteht.

## Demografie und Verwaltung
Gemäß der Volkszählung 2013 des beninischen Statistikamtes INSAE hatte das Arrondissement 13.335 Einwohner, davon waren 6187 männlich und 7148 weiblich.
Von den 65 Dörfern und Quartieren der Kommune Toviklin entfallen zwölf auf Adjido:
1. Adjido-Centre
2. Agbozohoudji
3. Atchioumè
4. Awandji
5. Dansouhoué
6. Dékandji
7. Glidji
8. Hedjamè
9. Houndéhoussohoué
10. Kpodji
11. Maïboui-Kpota
12. Maïboui-Sodokpohoué